# Brice Kabengele
Brice Kabengele-Kalala (Timișoara, 23 agosto 1981) è un ex cestista romeno con cittadinanza francese.